# Nordea
De Nordea of Nordea Bank Abp is een grote bankengroep in Scandinavië, de Baltische staten, Finland en Polen.
De bank is het resultaat van de opeenvolgende fusies en overnames van de Finse, Deense, Noorse en Zweedse banken, waaronder de Merita Bank, Unibank, Kreditkassen (Christiania Bank) en Nordbanken. Deze vier banken vormden in 2001 samen Nordea Bank.
Het is de grootste bank in Scandinavië. De bank is actief in zestien landen, waaronder de vier Noordse landen, de drie Baltische Staten en Rusland. Deze acht landen worden door de bank gezien als de thuismarkt. Daarbuiten heeft Nordea vestigingen in onder andere het Verenigd Koninkrijk, Duitsland, Brazilië, Volksrepubliek China en de Verenigde Staten. Nordea telt ruim 10 miljoen particuliere klanten en 0,5 miljoen zakelijke relaties. Bij de 700 vestigingen werken ruim 32.000 medewerkers.
De grootste aandeelhouder met iets meer dan 20% van de aandelen is het Finse verzekeringsbedrijf Sampo Groep. De Zweedse staat heeft in 2013 zijn laatste aandelen in Nordea verkocht.
In oktober 2016 werd bekend dat Nordea in de zomer in gesprek is geweest met ABN AMRO om samen te gaan, maar de avances van Nordea zijn afgewezen.

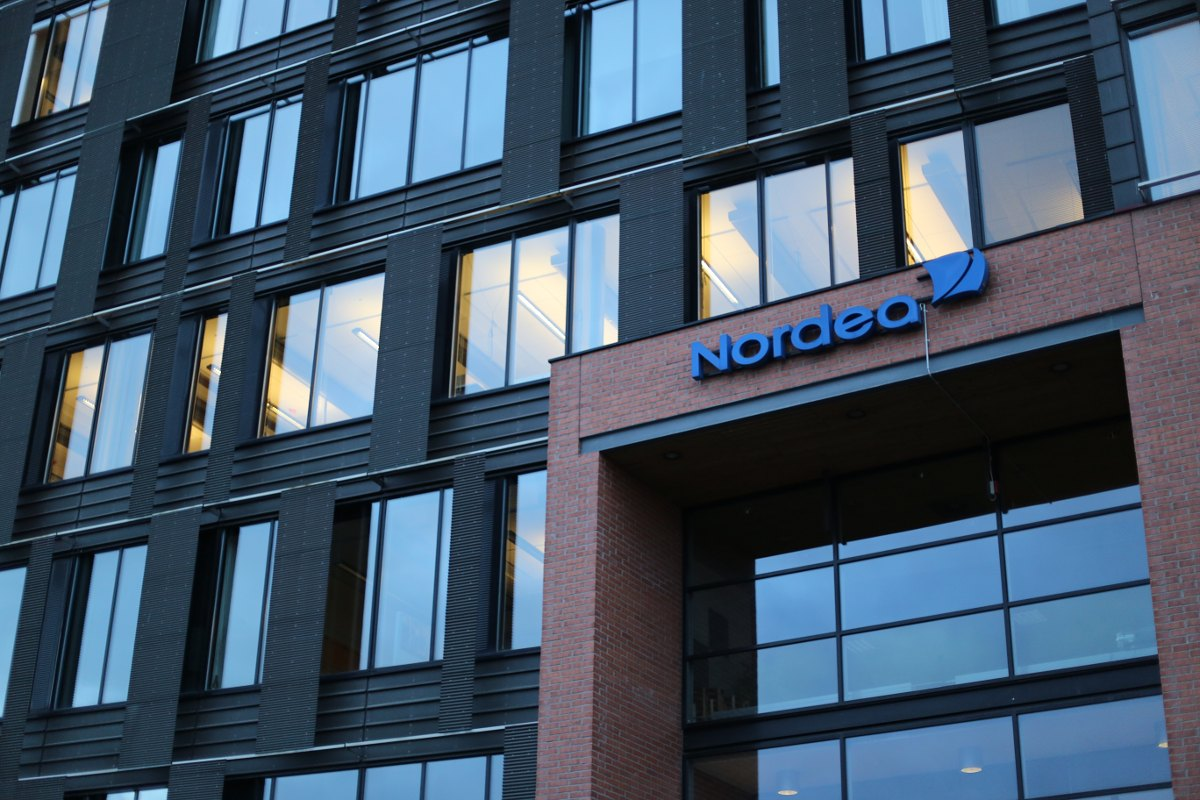
Internationaal hoofdkantoor in Helsinki
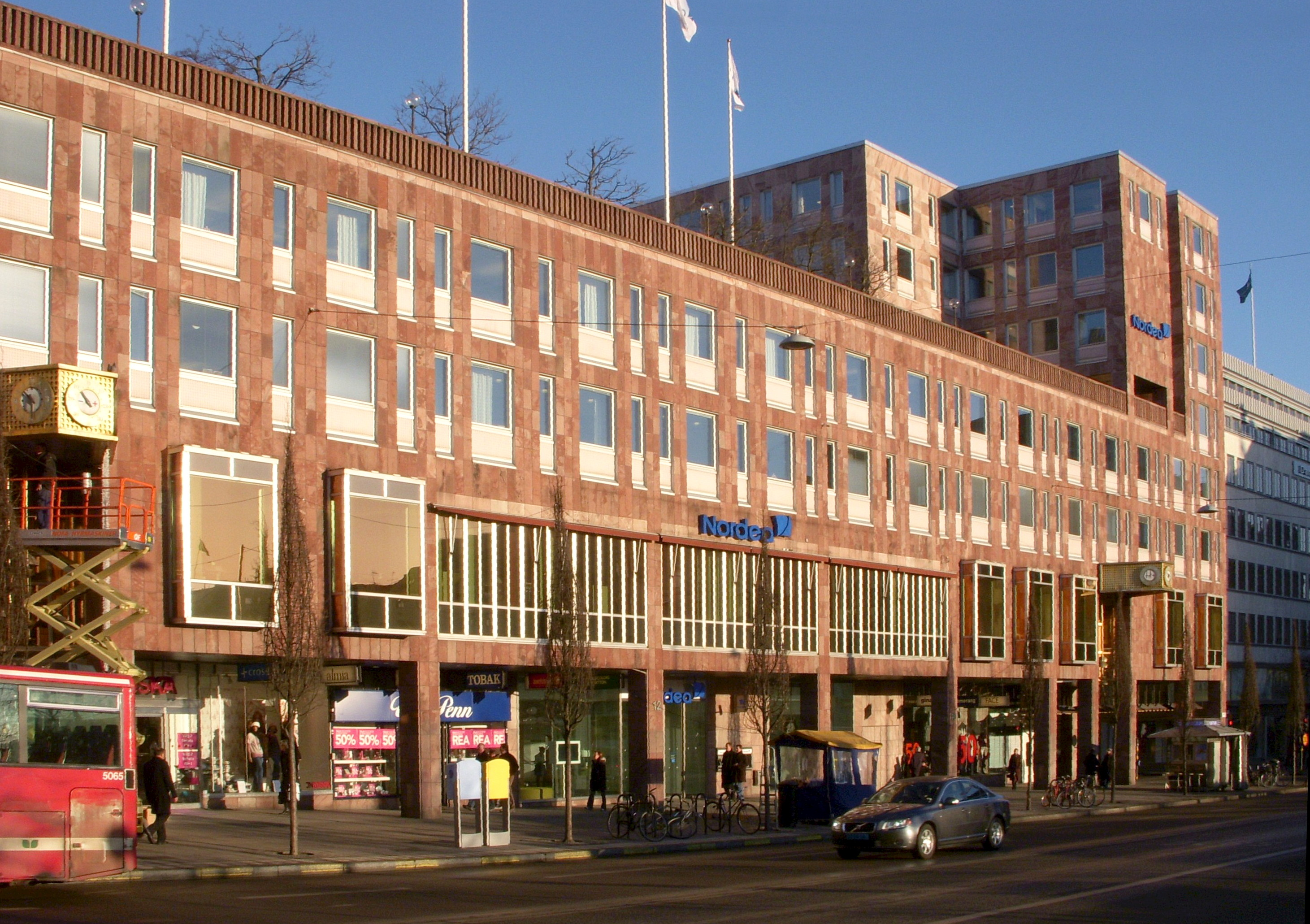
Zweeds hoofdkwartier in Stockholm
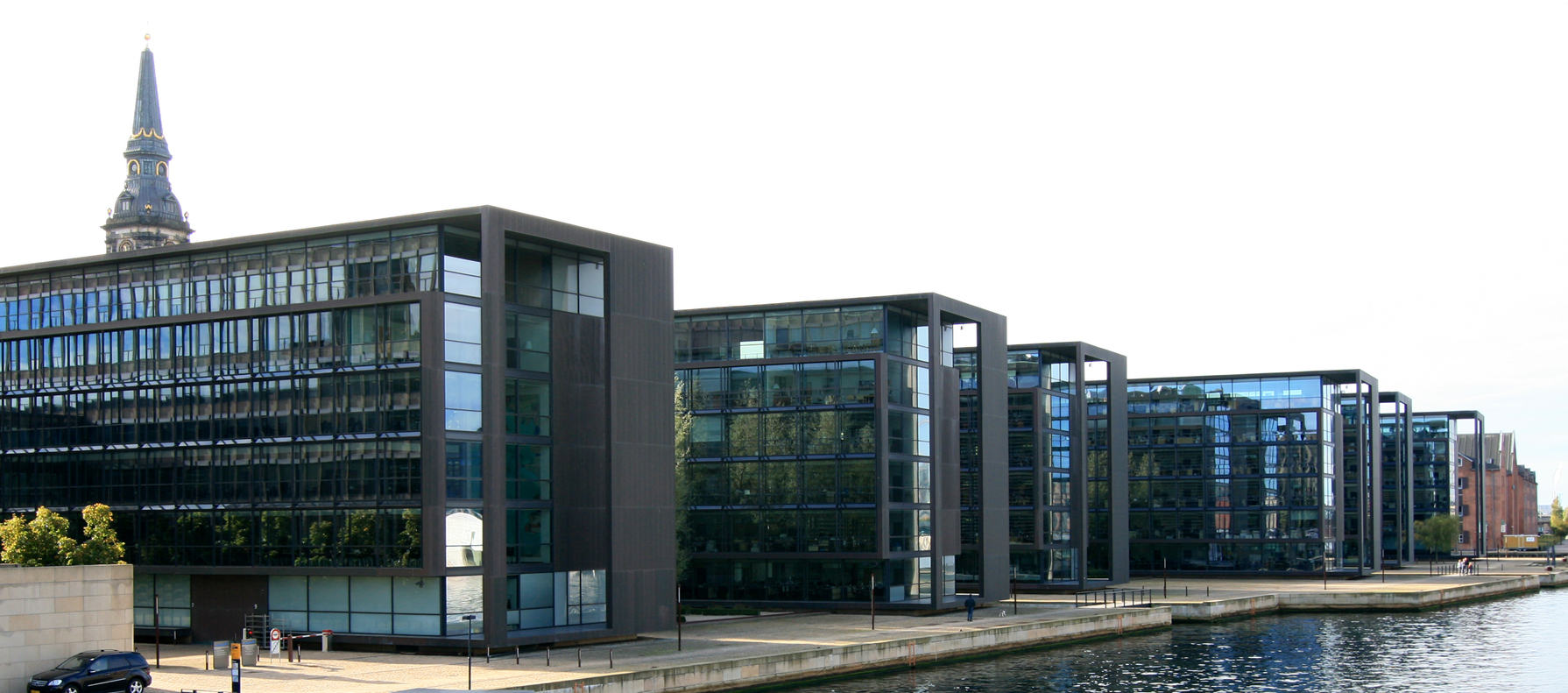
Deens hoofdkwartier in Kopenhagen
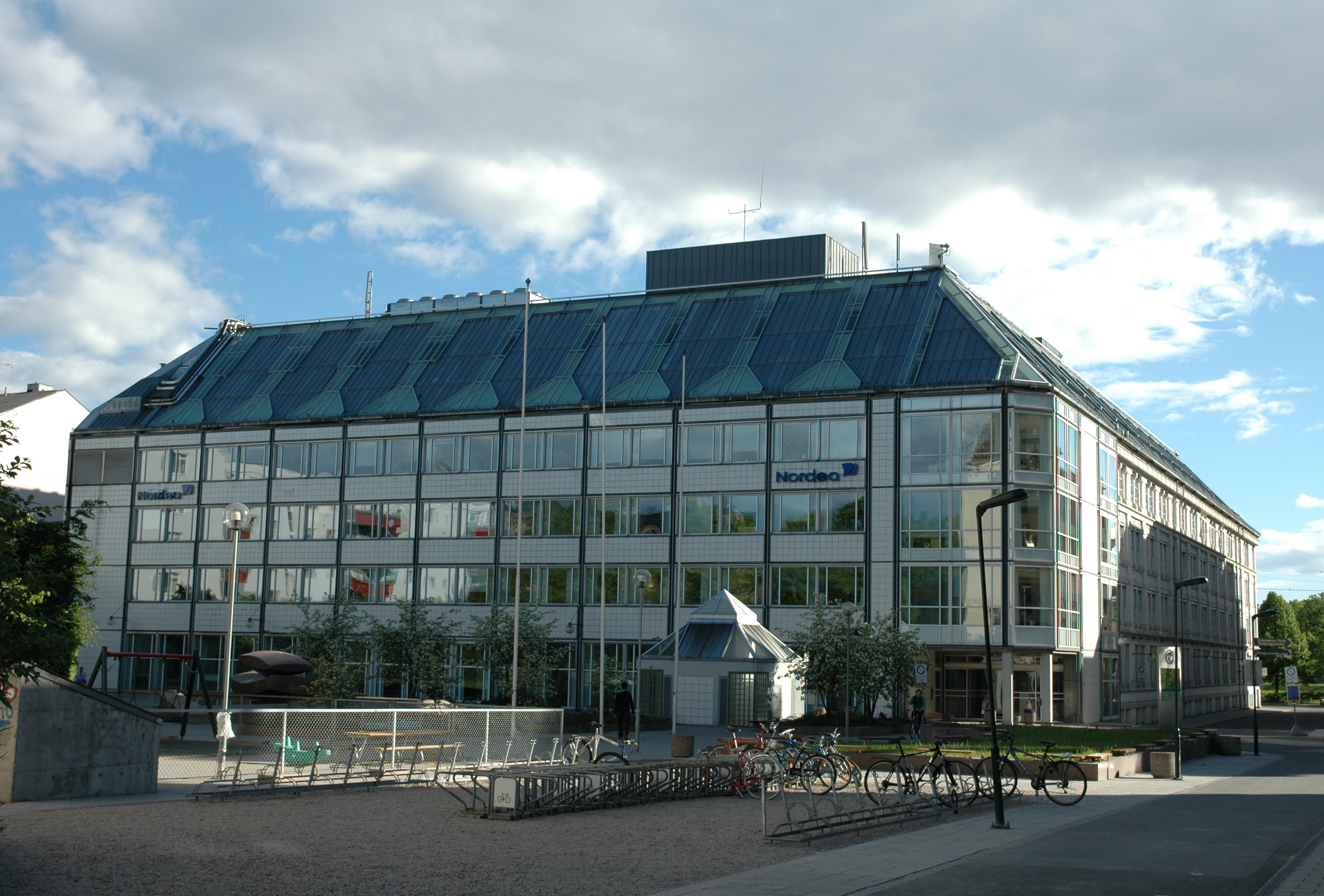
Noors hoofdkwartier in Oslo